# Giriwaringin
Giriwaringin is een bestuurslaag in het regentschap Kuningan van de provincie West-Java, Indonesië. Giriwaringin telt 1394 inwoners (volkstelling 2010).